# Arbetsmiljöverkets föreskrifter om mikrobiologiska arbetsmiljörisker
Arbetsmiljöverkets föreskrifter om mikrobiologiska arbetsmiljörisker (AFS 2005:1) beskriver vad som i Sverige gäller för att hantera mikroorganismer, vilket regleras av Arbetsmiljöverket. 

## Skyddsklasser
Biologiska ämnen delas in i fyra skyddsklasser.
Att handskas med de allra farligaste mikroorganismerna, till exempel de som ger ebolavirus, marburgvirus och lassafeber utförs i skyddsklass 4.
- Skyddsklass 1 - låg risk: Arbete med skyddsklass 1 - organismer behöver ej anmälas.
- Skyddsklass 2 - måttlig risk: Arbete med skyddsklass 2 - organismer ska anmälas till Arbetsmiljöverket till vilken en arbetsbeskrivning och uppgifter om avfallshantering biläggs.
- Skyddsklass 3 - hög risk: Vid arbete med mikroorganismer från skyddsklass 3 (hög risk) ska speciella laboratorier användas. Dessa ska ligga avskilt och nås genom förrum, sluss eller dylikt, där klädbyten kan ske. Eget ventilationssystem med filtrering av frånluften är viktigt vid risk för luftsmitta. Allt arbete med mikroorganismen inne i dessa laboratorier ska ske i säkerhetsbänkar och allt material som lämnar lokalen måste oskadliggöras.

- Skyddsklass 4 - mycket hög risk: får endast arbetas med i speciellt utformade lokaler som ligger isolerade från all annan verksamhet och i egen byggnad. Arbetsrutinerna är likartade som för arbete med mikroorganismer i skyddsklass 3, men ytterligare säkerhetsanordningar har lagts till. Exempelvis sker allt arbete med mikroorganismerna i helt täta handskboxar eller iförd övertrycksventilerad, tät skyddsdräkt. Sveriges första och Nordens enda högsäkerhetslaboratorium med Skyddsklass 4 finns på folkhälsomyndigheten (f.d. Smittskyddsinstitutet) i Solna. Smittskyddsinstitutets skyddslaboratorium P4 står i beredskap 24 timmar om dygnet året om.